# أوتيليو
أوتيليو (بالإيطالية: Ottiglio) هي بلدية في مقاطعة ألساندريا في إقليم بييمونتي في إيطاليا.

## السكان
في سنة 1861 بلغ عدد السكان 2٬145 نسمة، وتطور العدد ليصل في سنة 2011 لـ 672 نسمة.
يظهر هذا المخطط البياني تطور النمو السكاني لـ أوتيليو